# サッカージブラルタル代表
サッカージブラルタル代表（サッカージブラルタルだいひょう、英語:Gibraltar Football Association）は、ジブラルタルのサッカーのナショナルチームである。ジブラルタルサッカー協会 (GFA) は1895年に設立された。

## 歴史
ジブラルタル代表の初試合は1923年4月15日にスペインのセビリアでセビージャFCとの親善試合として行われ、0-2のスコアで敗れた。3日後の4月18日に再びセビージャFCと対戦し0-5で敗れたがこの後、70年に渡って代表チームとしての活動は途絶えた。
1993年7月、国際アイランドゲームズ協会の主催する競技大会「アイランドゲームズ」に参加し、同年7月4日に行われたジャージー島代表戦で初の国際試合を行った。試合は1-2で敗れると最終的に4戦全敗の成績でグループリーグで敗退したが、2年ごとに行われるこの大会には継続して参加するようになり、地元開催となった1995年大会では決勝戦でワイト島代表に敗れたものの準優勝という結果を残した。2007年にロドス島で行われた大会では決勝戦で地元のロドス島代表を4-0で下し、大会初優勝を果たした。
2006年にドイツのハンブルクで行われたFIFA未加盟国による国際大会「FIFIワイルドカップ」に参加。決勝進出は逃したものの3位決定戦で地元のザンクトパウリ共和国代表を下し、3位入賞を果たした。

### UEFA加盟への道程
GFAは1999年からUEFAへの加盟を求める運動を始めたが、ジブラルタルの領土問題の関係で正式加盟はなかなか認められなかった。1701年に勃発したスペイン継承戦争の際にイギリスがこの地を占領し300年以上に渡って領有しているが、スペイン政府はこれを認めておらず、領有権を主張している。
2007年1月26日、ドイツのデュッセルドルフで開催されたUEFA総会では賛成3、反対45と大多数の国と地域からジブラルタルの加盟申請は否決された。これに対しGFAはスポーツ仲裁裁判所に提訴していたが、同裁判所は2011年8月にGFAの訴えを支持。この裁定を受けてUEFAは2012年10月1日にジブラルタルの暫定的な加盟を認めた。一方、ジブラルタルの領有権を主張するスペインのサッカー統括団体であるスペインサッカー連盟 (RFEF) は「あらゆる法的手段を行使してジブラルタルのUEFA加盟に反対する」との立場を採っていた。

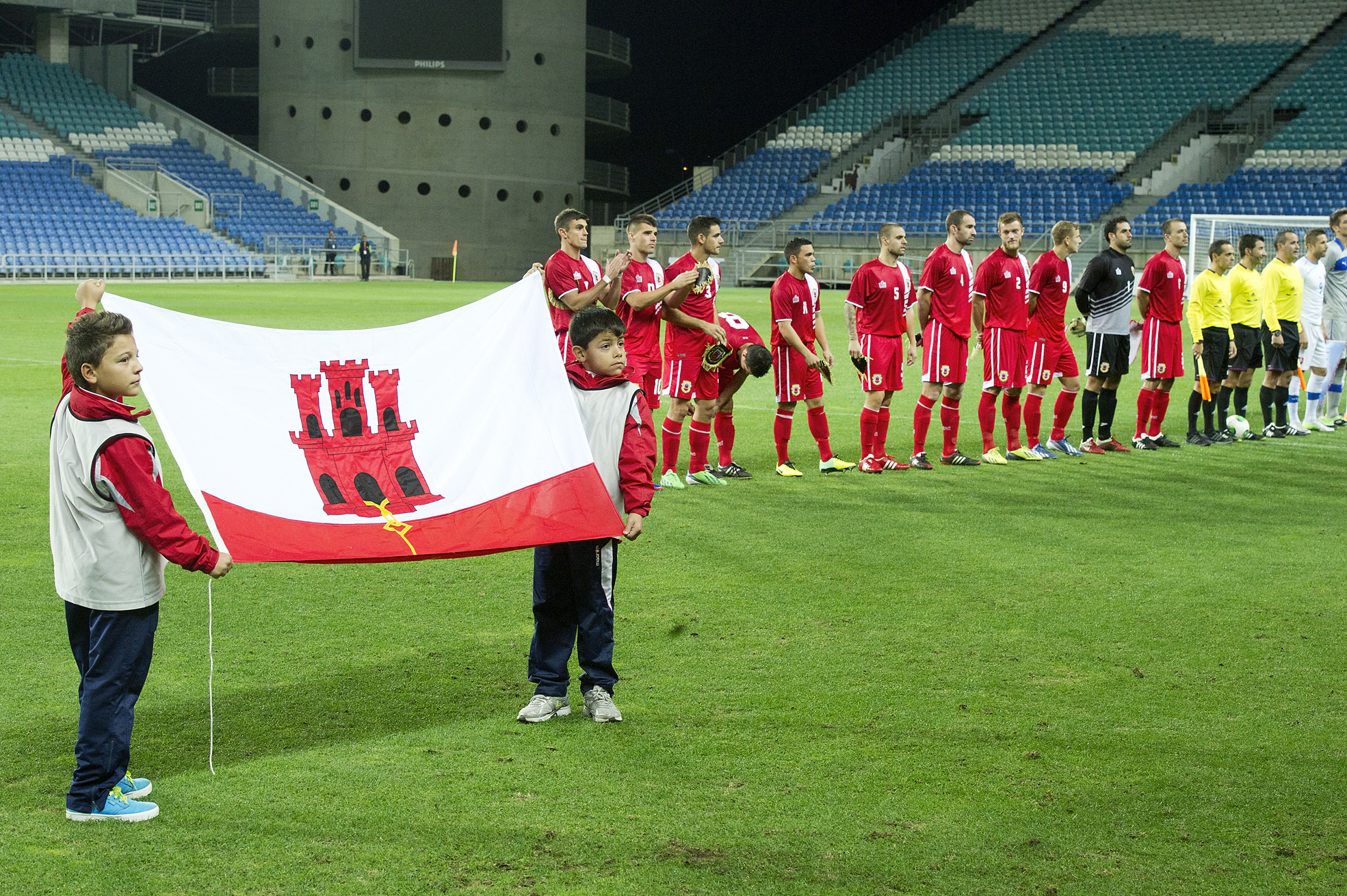
2013年11月19日に行われたスロバキアとの親善試合

2013年5月24日のイギリスのロンドンで開催されたUEFA総会において、正式加盟が承認され、UEFAの54番目の加入協会となった。同年11月19日、初の国際Aマッチとなるスロバキア戦がポルトガルのエスタディオ・アルガルヴェで開催され、0-0の引き分けで終わった。2014年9月から始まる欧州選手権2016予選にも参加し、ドイツ、アイルランド、ポーランド、スコットランド、ジョージアと同組となった。同予選の組み合わせについて、当初はスペインと同組となる予定だったが政治的問題を考慮して別々の組み合わせになった。2015年3月29日、スコットランド戦でリー・カッシャーロが予選初得点を記録したが、10試合で1勝もできず勝ち点0に終わり、予選最下位で敗退となった。

### FIFA加盟
2016年5月13日に開かれたFIFA年次総会でコソボとともにFIFAへの加盟が賛成多数で認められた。2016年9月より、コソボとともにFIFAワールドカップ・ヨーロッパ予選に初めて出場したが、10戦全敗で勝ち点なしに終わった。
2018年10月15日、ネーションズリーグの第3節で、サッカーアルメニア代表にアウェイで1-0で勝利し、UEFA加盟後の公式戦初勝利を上げた。さらに第4節ではリヒテンシュタイン代表にホームで2-1と逆転勝利を挙げ、2連勝とした。

## 成績
FIFAワールドカップ
- 2018年 - 予選敗退
- 2022年 - 予選敗退

UEFA EURO（欧州選手権）の成績
- 2016年 - 予選敗退
- 2020年 - 予選敗退

アイランドゲームズの成績
| 開催年 | 結果   | 試合 | 勝利 | 引分 | 敗戦 | 得点 | 失点 |
| ------ | ------ | ---- | ---- | ---- | ---- | ---- | ---- |
| 1993   | 8位    | 4    | 0    | 0    | 4    | 1    | 9    |
| 1995   | 準優勝 | 5    | 4    | 0    | 1    | 5    | 3    |
| 1997   | 6位    | 5    | 2    | 0    | 3    | 13   | 8    |
| 1999   | 11位   | 4    | 1    | 0    | 3    | 9    | 11   |
| 2001   | 5位    | 4    | 3    | 0    | 1    | 7    | 2    |
| 2003   | 6位    | 5    | 3    | 0    | 2    | 29   | 5    |
| 2007   | 優勝   | 4    | 3    | 1    | 0    | 9    | 2    |
| 2009   | 9位    | 4    | 2    | 1    | 1    | 12   | 3    |
| 2011   | 5位    | 3    | 2    | 0    | 1    | 14   | 7    |
| 合計   | 9/12   | 38   | 20   | 2    | 16   | 99   | 50   |

FIFIワイルドカップ2006の成績
| 開催年 | 結果 | 試合 | 勝利 | 引分 | 敗戦 | 得点 | 失点 |
| ------ | ---- | ---- | ---- | ---- | ---- | ---- | ---- |
| 2006   | 3位  | 4    | 2    | 1    | 1    | 8    | 4    |
| 合計   | 1/1  | 4    | 2    | 1    | 1    | 8    | 4    |

## 現在のメンバー

### GK
- カイル・ゴールドウィン
- デイル・コレイング
- ブラッドレイ・バンダ

### DF
- ロイ・チポリーナ
- アイメン・ムエリ
- イーサン・ジョリー
- エリン・バーネット
- ジョセフ・チポリーナ
- ジャック・サージェント
- ジェイス・カルロス
- ジャン・カルロス・ガルシア

### MF
- アンドリュー・ハーナンデス
- リアム・ウォーカー
- モハメド・バドル・ハッサン
- アレイン・ポンス
- アントニー・フェルナンデス

### FW
- ジェイミー・クームス
- チャイ・デ・バル
- リー・カシアロ
- リース・スタイシュ

## 歴代記録
2016年11月13日現在

### 通算出場数ランキング
| 順位 | 選手                       | 期間  | 出場 | 得点 |
| ---- | -------------------------- | ----- | ---- | ---- |
| 1    | ジョセフ・チポリーナ       | 2013- | 23   | 2    |
| 2    | リアム・ウォーカー         | 2013- | 22   | 1    |
| 3    | カイル・カッシャーロ       | 2013- | 21   | 1    |
| 3    | ロイ・チポリーナ           | 2013- | 21   | 1    |
| 3    | ライアン・カッシャーロ     | 2013- | 21   | 0    |
| 6    | ジャン＝カルロス・ガルシア | 2014- | 18   | 0    |
| 7    | ジョーダン・ペレス         | 2013- | 17   | 0    |
| 8    | リー・カッシャーロ         | 2014- | 14   | 2    |
| 9    | アンソニー・バードン       | 2014- | 13   | 0    |
| 9    | アダム・プリエストリー     | 2013- | 13   | 0    |

### 通算得点数ランキング
| 順位 | 選手                 | 期間  | 得点 | 出場 |
| ---- | -------------------- | ----- | ---- | ---- |
| 1    | ジェイク・ゴスリング | 2014- | 2    | 11   |
| 1    | リー・カッシャーロ   | 2014- | 2    | 14   |
| 3    | カイル・カッシャーロ | 2013- | 1    | 21   |
| 3    | ロイ・チポリーナ     | 2013- | 1    | 21   |
| 3    | リアム・ウォーカー   | 2013- | 1    | 22   |